# Egbert Pietersz Quispel
Egbert Pieterszoon Quispel was een Nederlandse marineofficier. Hij diende de Admiraliteit van het Noorderkwartier. In de Vierdaagse Zeeslag was hij kapitein van het vlaggenschip de Wapen van Enkhuizen van schout-bij-nacht Frederick Stachouwer. Stachouwer werd op de tweede dag van de zeeslag gedood. Egbert Quispel leidde het schip nog een dag, en zette toen koers naar Vlissingen om de zware schade te laten herstellen. Het schip was in 1665 te Amsterdam gebouwd en was zo'n 50 meter lang, met 72 kanonnen. De bemanning bestond tijdens de Vierdaagse Zeeslag uit 260 zeelieden en 51 soldaten. Van haar opvarenden werden er 19 in de slag gedood, waaronder Stachouwer.